# Đại ma thuật sư
Đại ma thuật sư (giản thể: 大魔术师; phồn thể: 大魔術師) là bộ phim hài hành động năm 2011 của Hồng Kông - Trung Quốc, chuyển thể từ cuốn tiểu thuyết cùng tên xuất bản năm 2009 của nhà văn Trương Hải Phàm, do Nhĩ Đông Thăng đạo diễn và Lương Triều Vỹ, Lưu Thanh Vân và Châu Tấn đóng chính .

## Nội dung
Phim lấy bối cảnh năm 1916 xoay quanh cuộc đời nhiều ân oán của nhà ảo thuật gia Trương Hiền trong cuộc thi ảo thuật tại London đã chinh phục khán giả bởi màn biểu diễn xuất sắc, từ đó được quốc tế mệnh danh "Đại Ma Thuật Sư". Sau đó anh trở về quê nhà biểu diễn và trở nên cực kỳ nổi tiếng. Cũng vì anh ta mê ảo thuật đến nổi bỏ ngươi vợ sắp cưới ở lại quê nhà và quên luôn việc cưới hỏi khiến cô gái này rơi vào tay một ông đại soái.Sau đó vị đại soái này muốn cho cô gái được vui vẻ nên ông đã dẫn cô tới xem màn biễu diễn của vị ảo thuật gia, ông đâu có ngờ rằng hai người họ là tình nhân của nhau năm xưa. 

## Diễn viên
| Diễn viên                       | Vai |
| Lương Triều Vỹ                  | Trương Hiền, Ảo thuật gia                                                                                          |
| Lưu Thanh Vân                   | Lôi Đại Ngưu, Quân phiệt ác bá thời kỳ Dân Quốc                                                                    |
| Châu Tấn                        | Liễu Ấm, Người vợ lẽ được yêu thích của Lôi Đại Ngưu, trước đây là hôn thê của Trương Hiền (lồng tiếng: Chu Ân Ân) |
| Diêm Ni                         | Vợ ba của Lôi Đại Ngưu                                                                                             |
| Kenya Sawada                    | Mitarai, Hội trưởng của Hắc Ưng Hội                                                                                |
| Phương Trung Tín                | Trần Quốc, ông chủ Vương Phong lâu                                                                                 |
| Vương Tử Văn                    | Lý Kiều, em gái của Lý Phụng Nhàn                                                                                  |
| Tần Bái                         | Liễu Vạn Diêu, cha của Liễu Ấm                                                                                     |
| Lâm Tuyết                       | Lý Phụng Nhân, chủ sở hữu của phòng trà Duyệt Khách, và sau đó đã đổi phòng trà thành quán ma thuật của Trương thị |
| Điền Diểu                       | Vợ của Lôi Đại Ngưu                                                                                                |
| Trạm Nhã Thư                    | Vợ của Lôi Đại Ngưu                                                                                                |
| Vương Kì                        | Vợ của Lôi Đại Ngưu                                                                                                |
| Vương Tuyền                     | Vợ bốn của Lôi Đại Ngưu                                                                                            |
| Từ Hải Bằng                     | Vợ của Lôi Đại Ngưu                                                                                                |
| Ngô Cương                       | Lưu Côn Sơn, tổng quản Lôi Đại Ngưu                                                                                |
| Vương Tử Nghĩa                  | Lý Dịch, Trợ thủ của Trương Hiền, thực ra là thành viên của cách mạng đảng                                         |
| Vương Ái Khâm                   | Người mai phục |
| Ngô Ngạn Tổ                     | Trung úy Thái, lồng tiếng: Trần Hạo                                                                                |
| Ngô Đình Diệp                   | Trợ thủ của Trương Hiền                                                                                            |
| Uông Á Triều                    | Trợ thủ của Lôi Đại Ngưu                                                                                           |
| Nhung Tường                     | Quân phiệt |
| Giang Đạo Hải                   | Quân phiệt |
| Khương Tiểu Lượng               | Quân phiệt |
| Lưu Hạo Lương                   | Quân phiệt |
| Cốc Đức Chiếu                   | Quân phiệt |
| Lục Kiếm Minh                   | Quân phiệt |
| Từ Khắc                         | Quân phiệt |
| Phi Nhi                         | Sát thủ |
| Thượng Quốc Vĩ                  | Thân vương |
| Trì Trình                       | Người có lí tưởng                                                                                                  |
| Kenichi Miura                   | Đạo diễn phim Hắc Ưng Hội                                                                                          |
| Trương Vũ Kì                    | Nam chính Hắc Ưng Hội                                                                                              |
| Khuất Tinh Tinh                 | Nữ sát thủ Hắc Hưng Hội                                                                                            |
| Phạm Thư Nhiên                  | Nữ sát thủ Hắc Hưng Hội                                                                                            |
| Vương Nhược Hi / Quách Gia Ngật | Sát thủ Hắc Ưng Hội                                                                                                |
| Masanobu Otsuka                 | Thành viên Hắc Ưng Hội                                                                                             |
| Hồ Ninh Lâm                     | Thành viên Hắc Ưng Hội                                                                                             |
| Lưu Tử Uy                       | Thành viên Hắc Ưng Hội                                                                                             |
| Âm Hải Long                     | Thành viên Hắc Ưng Hội                                                                                             |
| Quách Huy                       | Thành viên Hắc Ưng Hội                                                                                             |
| Trương Đông                     | Thuộc hạ của Lưu quản gia                                                                                          |
| Vương Quân                      | Thuộc hạ của Lưu quản gia                                                                                          |
| Vu Cốc Minh                     | Thuộc hạ của Lôi Đại Ngưu                                                                                          |
| Tằng Suất                       | Thuộc hạ của Lôi Đại Ngưu                                                                                          |
| Trương Hiểu Hi                  | Thuộc hạ của Lôi Đại Ngưu                                                                                          |
| Mạnh Úy                         | Thuộc hạ của Lôi Đại Ngưu                                                                                          |
| Trần Tỉ Vũ                      | Hầu gái |
| Lý Nghệ Văn                     | Hầu gái |
| Đỗ Ni Á                         | Hầu gái |
| Trâu Gia Nị                     | Hầu gái |
| Lý Chinh Cẩm                    | Hầu gái |
| Cổ Ninh                         | Hầu gái |
| La Di Xương                     | Nghệ sĩ Sổ Lai Bảo                                                                                                 |
| Nữu Cao Nhạc                    | Nghệ sĩ Sổ Lai Bảo                                                                                                 |
| Hạ Đức Tuấn                     | Người có lí tưởng                                                                                                  |
| Vương Kì (Vương Di Nhiên)       | Ngũ Di Thái, người tù cách mạng                                                                                    |
| Vương Trưng                     | Nhị Mao Tử, người hầu của Trần Quốc                                                                                |
| Vương Văn Kiệt                  | Trợ thủ của Trương Hiền                                                                                            |
| Mã Kinh                         | Trợ thủ của Trương Hiền                                                                                            |
| Bành Thu Sinh                   | Trợ thủ của Trương Hiền                                                                                            |
| Trương Quảng Kì                 | Nghệ sĩ Bình Đạn                                                                                                   |
| Trần Kim Bảng                   | Nghệ sĩ Bình Đạn                                                                                                   |
| Diêm Ngạn Long                  | Người có lí tưởng                                                                                                  |
| Lưu Phong Nguyên                | Người có lí tưởng                                                                                                  |
| Ji Sung                         | Người có lí tưởng                                                                                                  |
| Ngô Trạch Quyền                 | Người có lí tưởng                                                                                                  |
| Trương Hoài Vũ                  | Người có lí tưởng                                                                                                  |
| Phương Hướng                    | Người có lí tưởng                                                                                                  |
| Tôn Bảo Bảo                     | Nha hoàng của Liễu                                                                                                 |
| Tôn Kiều Kiều                   | Nha hoàng của Liễu                                                                                                 |
| Dương Thụ Lâm                   | Chủ phòng trà |
| Vương Kiệt                      | Chủ phòng trà |
| Trương Tử Mộc                   | Cô bé. Cameo |
| Hoàng Hành Vĩ                   | Chủ tiệm kẹo |
| Miêu Hân Vũ                     | Nghệ sĩ Belly Dance                                                                                                |
| Mã Toa                          | Nghệ sĩ Belly Dance                                                                                                |
| Trương Lệ Toa                   | Người phụ nữ tại quầy hàng thực phẩm                                                                               |
| Đàm Kiến Xương                  | Cai ngục Đinh |
| Trương Bình Vũ                  | Nhà cách mạng bị bỏ tù                                                                                             |
| Trương Ưu                       | Nhà cách mạng bị bỏ tù                                                                                             |
| Vương Dịch                      | Nhà cách mạng bị bỏ tù                                                                                             |
| Lý Hạo Sâm                      | Nhà cách mạng bị bỏ tù                                                                                             |
| Lưu Kiệt                        | Hoàng tử già |
| Vương Lưu Thắng                 | Thành viên hoàng tộc                                                                                               |
| Lữ Thụ Đình                     | Thành viên hoàng tộc                                                                                               |
| Quách Cửu Long                  | Thành viên hoàng tộc                                                                                               |
| Hoàng Vệ                        | Thành viên hoàng tộc                                                                                               |
| Vương Liên Sinh                 | |
| Tống Tiểu Oánh                  | Kỹ nữ |
| Trương Nghệ Lang                | Đao phủ |

## Nhạc phim
| #   | Tên    | Sáng tác       | Lời         | Trình bày                |
| --- | ------ | -------------- | ----------- | ------------------------ |
| OST | 猜情人 | Cao Thế Chương | Sầm Vĩ Tông | Châu Tấn, Lương Triều Vỹ |

## Giải thưởng
| Năm  | Lễ trao giải                              | Hạng mục                                         | Người đoạt giải           | Kết quả   |
| ---- | ----------------------------------------- | ------------------------------------------------ | ------------------------- | --------- |
| 2013 | Giải thưởng điện ảnh Hồng Kông lần thứ 32 | Thiết kế trang phục xuất sắc nhất                | Hề Trọng Văn, Đái Mĩ Linh | Đoạt giải |
| 2013 | Giải thưởng điện ảnh Hồng Kông lần thứ 32 | Nữ diễn viên xuất sắc nhất                       | Châu Tấn                  | Đề cử     |
| 2013 | Liên hoan phim quốc tế Bắc Kinh           | Đơn vị chiếu phim trong nước-Phim mới Trung Quốc |                           | Đề cử     |